# Unione Popolare (Italia)
Unione Popolare (UP) è stata una lista elettorale italiana di sinistra e sinistra radicale lanciata il 9 luglio 2022 dagli esponenti dei partiti Democrazia e Autonomia, Rifondazione Comunista, Potere al Popolo!, ManifestA e altre formazioni in vista delle elezioni politiche del 2022, guidata dall'ex sindaco di Napoli Luigi de Magistris fino al marzo 2024.

## Storia

### Antefatti

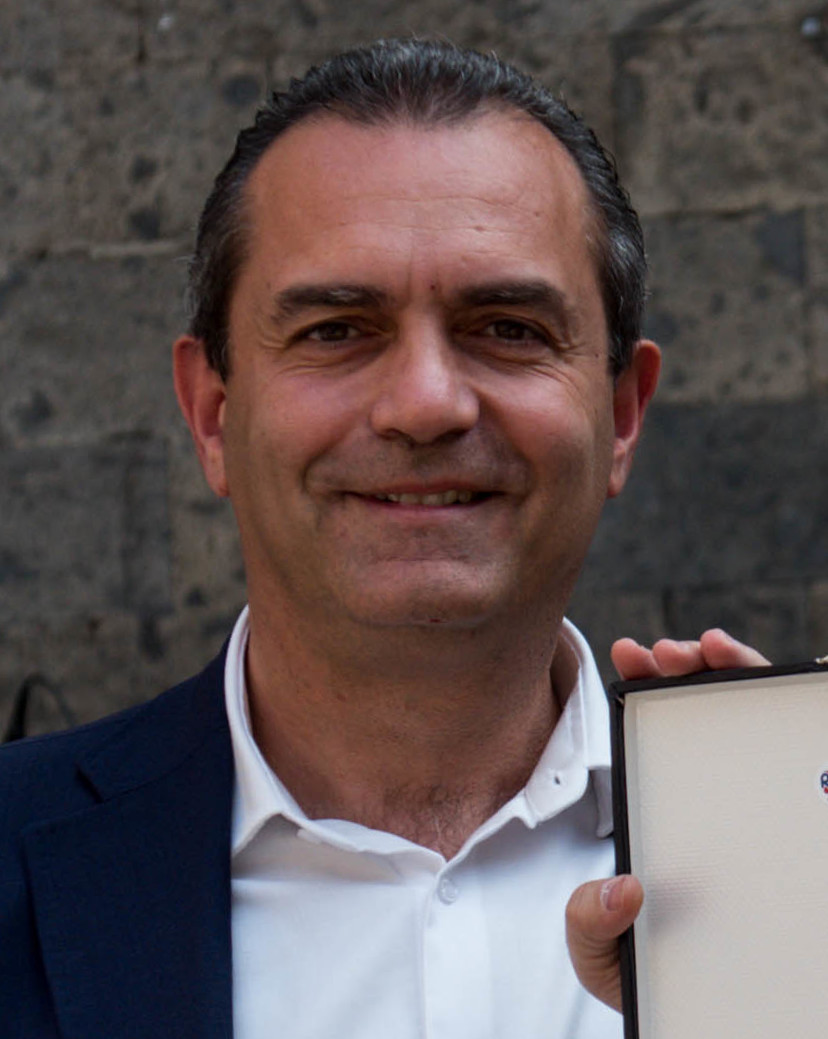
Luigi de Magistris, portavoce della lista.

Durante l'assemblea nazionale del movimento Democrazia e Autonomia (DemA) nel gennaio 2022 Luigi de Magistris, leader di DemA ed ex sindaco di Napoli, annuncia l'intenzione di creare una nuova coalizione di partiti di sinistra, a partire dal suo stesso partito. A febbraio 2022 le quattro deputate ex-M5S (Simona Suriano, Doriana Sarli, Yana Chiara Ehm e Silvia Benedetti) fondano un gruppo misto alla Camera la componente denominata "ManifestA", federandosi con quella al Senato, che raccoglie anch'egli ex-M5S (Matteo Mantero, Paola Nugnes) ma vicini o facenti parte di Potere al Popolo o Rifondazione Comunista.
Il 28 aprile 2022 de Magistris e le quattro deputate di ManifestA, durante una conferenza stampa congiunta a Montecitorio, lanciano una coalizione di partiti contrari alla guerra russo-ucraina e al governo di Mario Draghi, pacifista, alternativa al liberismo, all'economia di guerra, alle disuguaglianze e alle discriminazioni per le prossime elezioni politiche, non volendo far parte della coalizione di centro-sinistra.

### AssembleaVerso l'Unione popolare

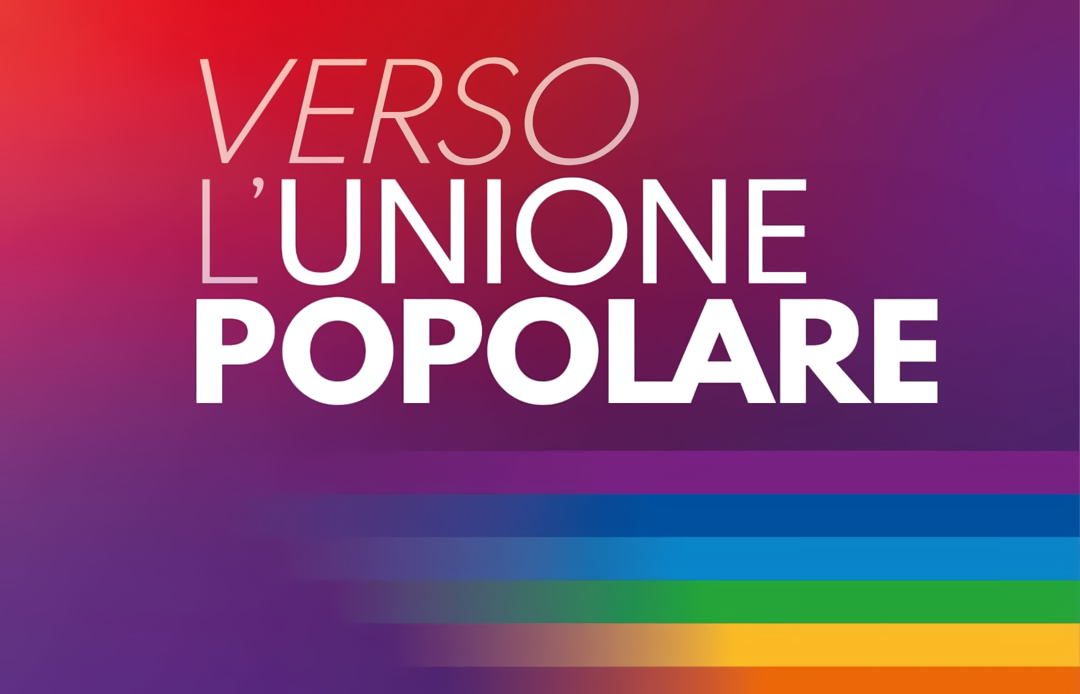
Logo dell'assemblea Verso l'Unione Popolare.

Il 9 luglio 2022 si tiene l'assemblea nazionale di lancio, intitolata Verso l'Unione popolare, tenutasi a Roma presso l'hotel The Hive sulla base di un appello sottoscritto da decine di attivisti sociali, ambientali e sindacali e personalità della cultura, tra i quali: Moni Ovadia, Angelo d’Orsi, Mimmo Lucano, Guido Viale, Vauro, Giovanni Impastato e Haidi Giuliani.
L'iniziativa coinvolse esponenti politici come Luigi de Magistris, il segretario di Rifondazione Comunista Maurizio Acerbo, i portavoce di Potere al Popolo Marta Collot e Giuliano Granato, l'europarlamentare de La France insoumise e co-presidente della Sinistra Europea Manon Aubry, le deputate di ManifestA Suriano, Benedetti, Ehm, Sarli e la deputata indipendente Piera Aiello.

### Lista elettorale per le elezioni politiche del 2022
In vista delle elezioni politiche anticipate del 2022 Unione Popolare lancia un appello al Movimento 5 Stelle di Giuseppe Conte e Alleanza Verdi e Sinistra (AVS) per costituire un polo di sinistra alternativo alla coalizione di centro-destra e il centro-sinistra di Enrico Letta del Partito Democratico (PD). Ma in seguito alla decisione del M5S di non allearsi con altri partiti e all'accordo raggiunto tra AVS e PD, UP presenta le liste per correre in solitaria alle elezioni. Il successivo 21 agosto viene annunciato il successo della raccolta firme e la partecipazione alle elezioni.
A meno di un mese dalle elezioni del 25 settembre 2022 Jean-Luc Mélenchon, leader della Nouvelle Union populaire écologique et sociale (coalizione di sinistra francese), dichiara il suo sostegno a Unione Popolare di de Magistris, incontrando quest'ultimo e altri militanti di UP a Roma.
Alla tornata elettorale UP ottiene l'1,43% alla Camera dei deputati e l'1,36% al Senato della Repubblica, rimanendo al di sotto della soglia di sbarramento (del 3%) e non eleggendo pertanto propri esponenti al Parlamento.

### Sviluppi successivi e partecipazione alle elezioni regionali e comunali del 2023
Il 4 dicembre 2022 si è tenuta a Roma un’assemblea nazionale di Unione Popolare, trasmessa anche in streaming. L'assemblea ha dato inizio a una fase costituente che dovrebbe concludersi entro marzo 2023 con un congresso.
Il 16 dicembre 2022 il Movimento 4 Ottobre, gruppo locale piemontese derivante dal Movimento 5 Stelle, annuncia la sua adesione a Unione Popolare, insieme alla consigliera regionale Francesca Frediani e all'ex consigliere comunale di Torino Damiano Carretto.
Alle elezioni regionali del febbraio 2023 Unione Popolare si presenta con proprie liste nel Lazio e in Lombardia, candidando alle presidenze delle due Regioni rispettivamente Rosa Rinaldi, ex sindacalista della FIOM e già sottosegretaria al Lavoro nel governo Prodi II, e Mara Ghidorzi, sociologa e ricercatrice. Nel Lazio la lista ottiene lo 0,67% (la candidata presidente si attesta allo 0,88%), in Lombardia invece la lista prende l'1,39% (con la candidata presidente che ottiene l'1,53% dei voti); in nessuno dei due casi viene superato lo sbarramento elettorale.
Unione Popolare è presente anche in diverse elezioni comunali del 14 e 15 maggio. Tra i risultati di maggior rilievo vi furono Bussoleno, dove sarà eletta consigliera comunale con il 13% dei voti la candidata sindaco Nicoletta Dosio, figura di spicco del Movimento No TAV e coordinatrice nazionale di Potere al Popolo!.
Unione Popolare partecipa alla “Staffetta per la pace” dell’8 maggio organizzata da Michele Santoro.
Il 19 maggio 2023 UP presenta in Corte di cassazione una proposta di legge d'iniziativa popolare per introdurre un salario minimo di 10 euro lordi l'ora con adeguamento annuale automatico all'inflazione. Il 28 novembre vengono consegnate al senato 70.000 firme a sostegno della legge.
L'8 marzo 2023 Filippo Degasperi, già consigliere provinciale, si candida alle elezioni regionali in Trentino-Alto Adige del 22 ottobre come Presidente della Provincia autonoma di Trento con una coalizione composta da Unione Popolare, Onda (movimento dello stesso Degasperi) e La me Val. Degasperi ottiene il 3,81% dei voti, arrivando terzo e venendo rieletto al Consiglio provinciale.

### Elezioni europee e amministrative del 2024
In occasione delle elezioni regionali in Sardegna del febbraio 2024 Unione Popolare si spacca con Rifondazione che decide di appoggiare Renato Soru, ex Governatore sostenuto anche da Azione, +Europa e liste locali.
Il 4 marzo 2024 Luigi de Magistris, dopo aver rifiutato l’offerta di Michele Santoro di candidarsi alle europee di giugno nella sua lista Pace Terra Dignità, lascia la guida di Unione Popolare «per ragioni di natura professionale e personale, su cui si sono aggiunte riflessioni anche politiche».
Potere al Popolo! decide di non correre alle elezioni europee a differenza di Rifondazione, che invece aderisce alla lista promossa da Santoro, e perciò il 29 marzo PaP dichiara sospesa l'esperienza di Unione Popolare e, il 28 aprile, annuncia il sostegno alla candidatura di Ilaria Salis, candidata nelle liste di AVS, per facilitarne la liberazione.
Alle regionali in Piemonte del 2024 Rifondazione e Potere al Popolo! si ripresentano insieme nella lista Piemonte Popolare - che include anche ManifestA, Sinistra Anticapitalista e una componente di indipendenti rappresentanti della società civile - per sostenere Francesca Frediani, consigliere regionale uscente eletta per due volte con il Movimento 5 Stelle e leader del Movimento 4 Ottobre - Unione Popolare. La lista ottiene l'1,5% dei vori, non eleggendo nessun consigliere. Alle contestuali elezioni amministrative del 2024 Unione Popolare si presenta in pochi comuni, tra i quali Modena dove ottiene l'1,75%.
In un documento approvato il 29-30 giugno 2024 dal Comitato Politico Nazionale di Rifondazione Comunista, il segretario Maurizio Acerbo afferma che il progetto di Unione Popolare sia da ritenersi esaurito. Verso la fine dell'estate viene anche abbandonato il dominio del sito web dell'organizzazione.
Dopo queste tornate elettorali Unione Popolare non si ripresenterà più alle elezioni: alle successive elezioni regionali in Liguria ed Emilia Romagna, infatti, Potere al Popolo e Rifondazione si presenteranno insieme al PCI in delle coalizioni con nuovo nome e simbolo.
Dalla seconda metà del 2024 a tutt'oggi un gruppo di aderenti, su tutto il territorio nazionale, denominato Aderenti Unione Popolare si sta organizzando per dare vita a un progetto collegato all'esperienza di Unione Popolare chiamato Nuova Unione Popolare che ne condivide i principi fondamentali e gli obiettivi.

## Programma
Nel programma elettorale per le elezioni del 2022, la lista indicava tra i suoi punti principali l'introduzione del salario minimo, la lotta alla povertà e la riforma delle leggi sul lavoro, il pacifismo, il femminismo, il finanziamento di sanità, pubblica amministrazione, istruzione e cultura, la contrarietà all'autonomia differenziata, la salvaguardia dei beni comuni e dei servizi locali, l'ambientalismo e la riconversione ecologica, l'introduzione di una tassa patrimoniale, la lotta alla mafia e la riforma della giustizia.
In ambito di politica estera, la lista propone il superamento della NATO e il riconoscimento dello Stato di Palestina. Unione Popolare è contraria all'invio di armamenti a Paesi in guerra.

## Composizione
Formazioni politiche che hanno aderito alla lista per le elezioni del 2022:
| Partito | Partito                                    | Ideologia principale | Leader                          |
| ------- | ------------------------------------------ | -------------------- | ------------------------------- |
|         | Democrazia e Autonomia (DemA)              | Progressismo         | Luigi De Magistris              |
|         | Partito della Rifondazione Comunista (PRC) | Comunismo            | Maurizio Acerbo                 |
|         | Potere al Popolo! (PaP!)                   | Anticapitalismo      | Marta Collot & Giuliano Granato |
|         | ManifestA (Man.A)                          | Sinistra             | Leadership collettiva           |
|         | Partito del Sud (PdS)                      | Meridionalismo       | Natale Cuccurese                |
|         | Risorgimento Socialista (RS)               | Socialismo           | Franco Bartolomei               |

Formazioni che hanno aderito successivamente:
| Partito | Partito             | Ideologia principale | Leader             | Adesione         |
| ------- | ------------------- | -------------------- | ------------------ | ---------------- |
|         | Movimento 4 Ottobre | Ambientalismo        | Francesca Frediani | 16 dicembre 2022 |

## Organizzazione
- Portavoce: Luigi De Magistris (2022-2024)[54]

## Risultati elettorali
| Elezione       | Elezione | Voti    | %    | Seggi   |
| -------------- | -------- | ------- | ---- | ------- |
| Politiche 2022 | Camera   | 402.987 | 1,43 | 0 / 400 |
| Politiche 2022 | Senato   | 374.051 | 1,36 | 0 / 200 |